# Bagdy Gábor
Bagdy Gábor József (Budapest, 1957. november 5. –) a Kereszténydemokrata Néppárt politikusa, 2010–2014 között országgyűlési képviselő, szintén 2010 és 2019 között Budapest pénzügyi főpolgármester-helyettese, 2015-től pedig a KDNP fővárosi szervezetének elnöke.

## Élete

### Tanulmányai és szakmai pályája
Iskoláit is a fővárosban végezte, a Budapesti Piarista Gimnáziumban érettségizett. 1982-ben szerezte meg közgazdász oklevelét a Budapesti Közgazdaságtudományi Egyetemen, 2004-ben pedig a Nottingham Trent University-n(en) ingatlanszakértő diplomát kapott. 1986-ban kapta meg egyetemi doktori címét.
A rendszerváltozás előtt az MTA Közgazdaságtudományi Intézetének kutatójaként kezdett dolgozni. Majd az Antall-kormányban a Surján László KDNP-elnök által vezetett Népjóléti Minisztériumban kabinetfőnökként majd helyettes államtitkárként dolgozott. 1994-től pénzügyi szakemberként valamint ingatlanfejlesztőként tevékenykedett vezető tisztségekben nemzetközi cégeknél. Tagja az Okleveles Ingatlanszakértők Királyi Társaságának(en).

### Politikai szerepvállalása
A 2002-es magyarországi önkormányzati választáson a fővárosi önkormányzati képviselő lett, akkor a KDNP fővárosi frakcióvezetőjének is megválasztották. A 2010-es magyarországi országgyűlési választáson a budapesti területi listán országgyűlési mandátumot nyert, az őszi önkormányzati választás után pedig Tarlós István főpolgármester pénzügyi főpolgármester-helyettesnek választotta. 2010 óta a Kereszténydemokrata Néppárt alelnökének, 2015-ben pedig a párt budapesti szervezetének elnökének választották. Egyben kurátora a KDNP pártalapítványának, a Barankovics István Alapítványnak is.
A 2019-es magyarországi önkormányzati választáson indult Budapest XIII. kerülete polgármesteri székéért, azonban 63,78 százalékponttal kikapott a kerületet 1994 óta vezető szocialista Tóth Józseftől (A szavazatok mindössze 18,11 százalékát kapta, míg Tóth József 81,89 százalékot).

## Könyv
- Kereszténység és közélet. Tisztelgés Kovács K. Zoltán 75. születésnapjára; szerk. Bagdy Gábor, Gyorgyevics Miklós, Mészáros József; Barankovics Akadémiai Alapítvány, Bp., 1999